# 広島中央フライトロード
広島中央フライトロード（ひろしまちゅうおう フライトロード）は、広島県東広島市河内町から広島県世羅郡世羅町に至る総延長 約30 kmの地域高規格道路である。

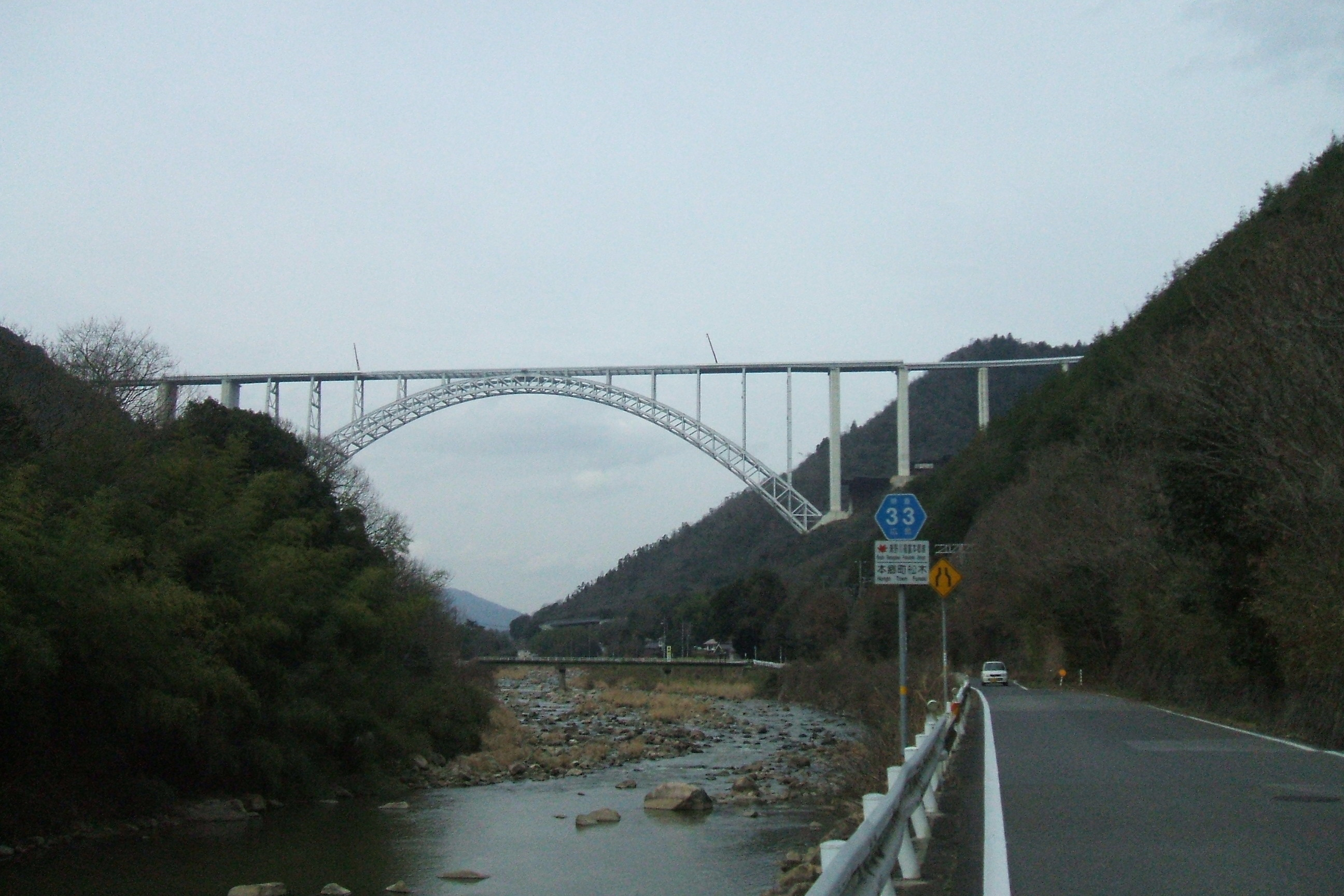
沼田川渓谷を越える広島空港大橋 （画像は建設当時。）

## 概要

### 路線データ
- 事業主体 : 広島県
- 起点 : 広島県東広島市河内町
- 終点 : 広島県世羅郡世羅町
- 総延長 : 約30 km
- 開通区間 : 広島県三原市本郷町 - 広島県三原市大和町（約10 km）
- 調査区間 : 広島県三原市大和町 - 広島県世羅郡世羅町（約14 km）
- 道路規格 : 第1種第3級
- 設計速度 : 80 km/h
- 法定速度 : 60 km/h
- 車線数 : 4車線 （暫定2車線）

なお世羅から先、上下（府中市）・油木（神石高原町）方面への延伸構想もある。

## 歴史

### 沿革
- 1992年（平成4年）： 三原市本郷町 - 三原市大和町（約10 km）間を県道事業として着手。
- 1994年（平成6年）12月： 地域高規格道路の計画路線に指定。
- 1995年（平成7年）4月： 三原市本郷町 - 三原市大和町間を整備区間に指定。
- 1998年（平成10年）12月： 三原市大和町 - 世羅郡世羅町（約8 km）間を調査区間に指定。
- 2000年（平成12年）12月： 世羅郡世羅町内（約6 km）間を調査区間に指定。
- 2002年（平成14年）3月： 棲真寺IC - 大和南IC間が開通。
- 2011年（平成23年）4月20日： 空港IC - 棲真寺IC間が開通。（東日本大震災への配慮として式典は中止とし、正午に供用開始。）[2]これに伴い、棲真寺ICの大和・世羅・尾道道方面入口を閉鎖。

## インターチェンジ
- IC番号欄の背景色が■である部分については道路が供用済みの区間を示している。また、施設名欄の背景色が■である部分は施設が供用されていない、または完成していないことを示す。未開通区間の名称は仮称。
- 英略字は以下の項目を示す。
IC：インターチェンジ、JCT：ジャンクション、TB：本線料金所

| IC 番号      | 施設名   | 接続路線名                                    | 起点から の距離 | BS | 備考                                                                                          | 所在地 | 所在地   |
| ------------ | -------- | --------------------------------------------- | --------------- | -- | --------------------------------------------------------------------------------------------- | ------ | -------- |
| (25)         | 河内IC   | E2 山陽自動車道 国道432号                     |                 |    |                                                                                               | 広島県 | 東広島市 |
| この間計画中 |          |                                               |                 |    |                                                                                               | 広島県 | 東広島市 |
| 三原市       |          |                                               |                 |    |                                                                                               | 広島県 |          |
|              | 空港IC   | 広島県道49号本郷大和線 広島県道73号広島空港線 |                 |    |                                                                                               | 広島県 |          |
|              | 棲真寺IC |                                               |                 |    | 河内方面出入口・大和方面出口                                                                  | 広島県 |          |
|              | 大和南IC | 国道486号 広島県道49号本郷大和線              |                 |    |                                                                                               | 広島県 |          |
|              | 未定     | E54 尾道自動車道                              |                 |    | 大和南ICから尾道自動車道までは現在調査区間でIC名や設置場所は未定であるが 世羅IC付近へ接続予定 | 広島県 | 世羅町   |

## 構成する道路
- 広島県道73号広島空港線
- 広島県道49号本郷大和線
- 国道432号

## 道路施設

### トンネル
- 善入寺トンネル（2,212m）
- 花園トンネル（95m）
- 棲真寺トンネル（1,154m）

### 橋梁
- 広島空港大橋（広島スカイアーチ）

日本国内最大のアーチ橋（2014年現在）。橋長800 m（うちアーチ部500 m）、アーチスパン380 m、最高地上高約190 m。沼田川渓谷を渡る。建設費は約300億円で第一期建設区間の総事業費約650億円の5分の2を費やしている。正式名称は「広島空港大橋」で、愛称が「広島スカイアーチ」であるなお将来4車線化に対応した作りになっている。
- 棲真寺大橋（232m）